# Мицпе-Хила

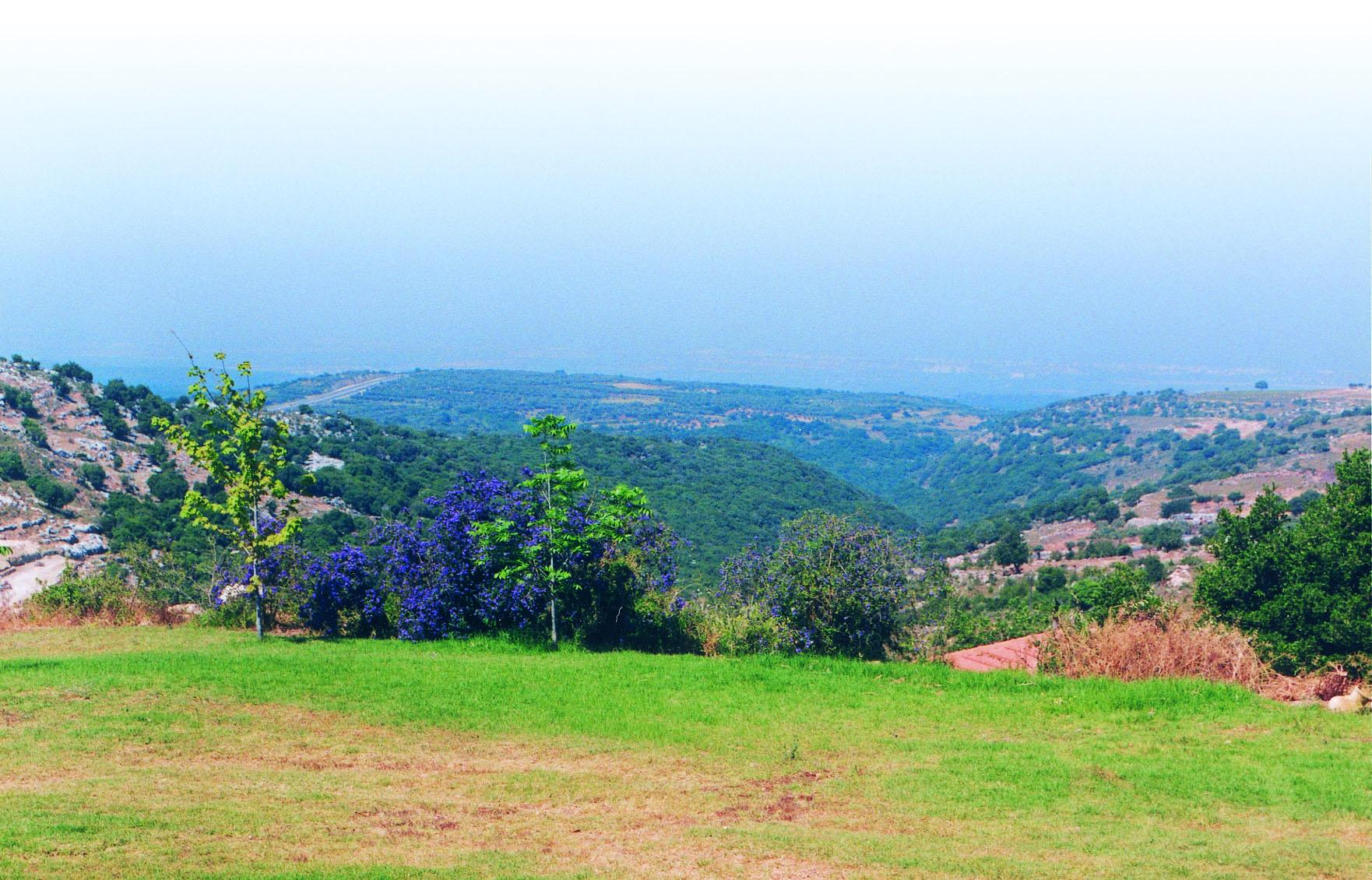
Вид из Мицпе-Хила

Мицпе-Хила — общинное поселение на севере Израиля, в региональном совете Маале-Йосеф. Расположен в западной части Галилеи у границы с Ливаном. В Мицпе-Хила живёт Гилад Шалит.

## История

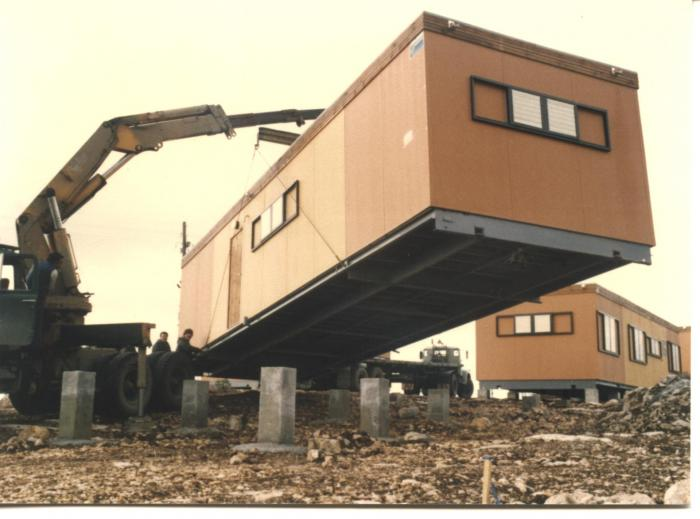
Установка дома в Мицпе-Хила, Израиль, 1982

Поселение было основано в 1980 году в рамках плана по заселению Галилеи. Сначала оно называлось Мицпе-Зив в честь горы Хар-Зив, на которой располагалось. Жители жили в готовых домах, ввезённых из ЮАР.
Многократно обстреливалось ракетами, которые Хезболла запускала по Израилю из Ливана. При этом Мицпе-Хила является популярным местом у внутренних туристов. Они снимают здесь коттеджи и комнаты с завтраком.

## Население
По данным Центрального статистического бюро Израиля, население на начало 2020 года составляло 588 человек.